# Koenraad van Freiburg
Koenraad van Freiburg ook bekend als Koenraad III van Freiburg (1372 - Neuchâtel, 16 april 1424) was van 1385 tot aan zijn dood  heer van Badenweiler en graaf van Freiburg en van 1395 tot aan zijn dood graaf van Neuchâtel.

## Levensloop
Koenraad was de zoon van graaf Egino III van Freiburg en diens echtgenote Varenna, dochter van graaf Lodewijk van Neuchâtel. Na de dood van zijn vader in 1385 werd hij graaf van Freiburg en heer van Badenweiler.
Hij werd opgevoed aan het hof van zijn tante, gravin Isabella van Neuchâtel. Na haar dood volgde Koenraad haar in 1395 op als graaf van Neuchâtel. De leenheer van Neuchâtel, Jan III van Chalon-Arlay, erkende pas in 1397 deze erfopvolging. In 1400 voerde Koenraad een raad in die belast werd met de regeringsaangelegenheden bij zijn afwezigheid, zoals bij zijn bedevaart naar Palestina in 1404. 
Tijdens zijn regering had Koenraad conflicten met de edelen en de burgers van Neuchâtel, die de bescherming van de stad Bern inriepen. In 1406 sloten Koenraad en de burgers van Neuchâtel afzonderlijk een burgrechtsverdrag met de stad Bern, die voortaan als bemiddelaar optrad bij conflicten tussen de graaf en de burgers van Neuchâtel. Hetzelfde jaar dwong hij Willem van Aarberg, de heer van Valangin, om hem te huldigen. In 1412 gaven de steden Bern, Solothurn, Freiburg en Biel Koenraad gelijk in het conflict met de burgers van Neuchâtel om grotere vrijheden. In 1415 nam hij deel aan het Concilie van Konstanz. 
Tijdens zijn regering in Neuchâtel scheidde Koenraad eveneens de rechterlijke en de regeringsadministratie. De rechterlijke zaken werden waargenomen door de burgemeester van Neuchâtel, terwijl het hof van Koenraad enkel nog als beroepsrechtbank diende.  

## Huwelijken en nakomelingen
In 1390 huwde Koenraad met Maria (overleden in 1407), dochter van graaf Jan III van Vergy. Ze kregen twee zonen:
- Lodewijk (overleden in 1404)
- Jan (1396-1458), graaf van Freiburg en Neuchâtel